# Balboa (Panama)
Balboa ist heute ein nördlicher Vorort von Panama-Stadt, der Hauptstadt des mittelamerikanischen Staates Panama, am pazifischen Eingang des Panamakanals. Balboa war aber bis 1999 Hauptstadt der Panamakanalzone, eines Außengebiets der Vereinigten Staaten.  Die Einwohnerzahl betrug bei der Volkszählung im Jahr 1990 nur 1214.  Im Jahr 2000 waren es 2336, im Jahr 2010 waren es 2721 Personen. Der Hafen von Balboa ist heute der bedeutendste Panamas.

## Geographie
Der Ort liegt am pazifischen Eingang des Panamakanals. Hier überspannt Puente de las Américas den Panamakanal und verbindet so die Hauptstadt Panama-Stadt mit dem westlichen Teil des Landes.
In Balboa befinden sich umfangreiche Hafenanlagen, Trockendocks, Schiffs- und Eisenbahnreparaturwerkstätten, Lagerhäuser und ein Kohlekraftwerk.
Balboa ist auch bekannt für seine Orchideengärten mit mehr als 400 Orchideenarten.

## Geschichte
Die Panamakanalzone wurde am 18. November 1903 mit der Unterzeichnung des Hay-Bunau-Varilla-Vertrages gegründet und stellte die Zone unter die Kontrolle der Vereinigten Staaten. Die Stadt Balboa, die von den Vereinigten Staaten während des Baus des Panamakanals durch das United States Army Corps of Engineers errichtet wurde, wurde nach Vasco Núñez de Balboa benannt.  Sie war ab 1914 Hauptstadt der Panamakanalzone und Sitz der Verwaltung des Panamakanals.
Am 31. Dezember 1999 gingen die Hoheitsrechte an der Kanalzone vollständig auf Panama über. Für den Betrieb, die Verwaltung und die Modernisierung des Kanals ist seitdem die Panamakanal-Behörde (Autoridad del Canal de Panamá – ACP) zuständig, deren Sitz sich in Balboa befindet. Balboa ist seither Teil des Distrikts Panamá.

## Hafen von Balboa
In Balboa befindet sich der Hafen auf der Pazifikseite des Panamakanals. Er verfügt über ein Trockendock in Panamax-Größe (selbst die Tore haben eine ähnliche Konstruktion wie die Schleusen des Panamakanals).  Im Jahr 2012 war Balboa der verkehrsreichste Containerhafen in Lateinamerika.
Balboa verfügt über ein multimodales (Schiff-Zug) Terminal, das Pacific Terminal, das mit Colón durch die Panama Canal Railway verbunden ist.  Dies ermöglicht den Transport von Containern mit dem Zug über den Isthmus.  Die Bahn betreibt auch einen Passagierdienst zwischen Panama-Stadt und Colón, einmal täglich, in beide Richtungen.